# Aziatische financiële crisis

Landen die het meest getroffen zijn door de Aziatische financiële crisis

De Aziatische financiële crisis, Aziatische valutacrisis of lokaal de IMF-crisis was een financiële crisis die in 1997 een groot deel van Oost-Azië trof.

## Voorgeschiedenis
Tot 1997 werd door Azië bijna de helft van de totale kapitaalinvoer van ontwikkelingslanden aangetrokken. De economieën van Zuidoost-Azië hadden hoge rentestanden, wat aantrekkelijk was voor buitenlandse investeerders op zoek naar hoog rendement. Het resultaat was dat de regionale economieën veel buitenlandse investeringen ontvingen en dat de prijzen stegen. Tegelijk hadden de economieën van Thailand, Maleisië, Indonesië, de Filipijnen, Singapore en Zuid-Korea in de jaren 1980 en vroege jaren 1990 een hoge economische groei van tussen 8 en 12% van het BNP. Deze prestatie werd toegejuicht door IMF en de Wereldbank en werd bekend als het Aziatische economische wonder.

## Verloop
De crisis begon in Thailand met de val van de Thaise baht. Dit was het gevolg van de beslissing van de Thaise regering om de baht te laten zweven en de koppeling met de Amerikaanse dollar te verbreken na een poging deze te ondersteunen. Tegelijkertijd had Thailand een grote buitenlandse schuld waardoor het land praktisch bankroet was, al voor de val van de baht. De verminderde exportinkomsten die het gevolg waren van de devaluatie van de baht maakten een snel herstel onmogelijk zonder internationale interventie.
Terwijl de crisis zich verspreidde, zakten de valuta's in het overgrote deel van Oost-Azië en Japan in. De aandelenkoersen en de waarde van beleggingen daalden, terwijl de private schulden aanzwollen. De werkloosheid steeg met een factor drie in Thailand, een factor vier in Zuid-Korea en een factor tien in Indonesië. In dat laatste land kwam het tot rassenrellen en bloedbaden waar vooral de Chinese bevolkingsgroep het slachtoffer van was, vanwege vermeende oververtegenwoordigd in de kapitalistenklasse van het land.
Op de middellange termijn was het gevolg van de crisis economische krimp: drie jaar na de crisis lagen de bruto binnenlandse producten van de hardst getroffen landen nog steeds enkele procenten onder het niveau van 1997, in Indonesië zelfs 7,5%. Voorheen succesvolle bedrijven als Daewoo werden tegen bodemprijzen door Amerikaanse investeerders opgekocht, al dan niet in onderdelen.

## Oorzaken

### Internationale kapitaalstromen
De grote toename van internationaal geldverkeer, het gevolg van de verspreiding over de wereld van liberale economische ideeën en beleid, leidde tot hogere liquiditeit maar ook volatiliteit in de wereldeconomie. Kapitaal kan heel makkelijk de wereld over reizen op zoek naar het hoogste rendement en ook heel snel weer teruggetrokken worden. De liberalisering van de financiële sector in Oost-Azië in combinatie met onvoldoende capaciteit van de bestaande instellingen om dit te reguleren, heeft geleid tot maturiteits- en valutaproblemen en is een van de oorzaken geweest van de Aziatische financiële crisis.

### Crony capitalism
Onder crony capitalism wordt een economie verstaan die gekenmerkt wordt door een nauwe band tussen het bedrijfsleven en de overheid. Succes in het bedrijfsleven is hierin afhankelijk van goede contacten met ambtenaren. Dit kan zich uiten in bevoordeling in de toekenning van onder meer vergunningen, beurzen, en belastingkortingen. Dit corrumpeert het openbaar bestuur en verhindert een doelmatige regulering van de economie.
Dergelijke corruptie werd vanuit Washington en door het IMF als oorzaak van de crisis aangewezen; verdere liberalisering als de oplossing. Het eerste land in Oost-Azië dat dit pad niet koos en juist verdere regulering van kapitaalstromen invoerde, was Maleisië, dat ook als eerste land economisch weer stabiel was. Ook Zuid-Korea wees het IMF-advies af en herstelde snel.